# Joan Greenwood
Pour les articles homonymes, voir Greenwood.
Joan Greenwood (née le 4 mars 1921 à Londres, dans le quartier de Chelsea, et morte le 27 février 1987 dans la même ville) est une actrice britannique.

## Biographie
Joan Greenwood, dont la voix rauque est l'un de ses atouts, est la fille d'un portraitiste bien connu, Sydney Earnshaw Greenwood (1887-1949).
Elle commence la danse à huit ans, et entre plus tard à la Royal Academy of Dramatic Art (RADA) de Londres. Elle effectue à dix-huit ans ses premiers pas sur scène dans Le Malade imaginaire de Molière à l'Apollo Théâtre. Elle est remarquée au théâtre par l'acteur et metteur en scène Leslie Howard, qui lui fait tourner son premier film en 1943. Se partageant désormais entre théâtre et cinéma, Joan continue de travailler pendant les bombardements de Londres et voyage dans tout le pays avec l'organisation « Entertainments National Service Association » créée en 1939 par le metteur en scène Basil Dean et l'acteur producteur Leslie Henson.
Au théâtre elle joue les pièces classiques avec la compagnie de Donald Wolfit, Heartbreak House de George Bernard Shaw, Hamlet de Shakespeare (rôle d'Ophélie), ou Hedda Gabler d'Ibsen. À l'écran, elle est surtout l'héroïne de quelques classiques de la comédie nonsensique des studios Ealing (Noblesse oblige et Whisky à gogo notamment). Elle s'illustre également dans le thriller d'Eric Ambler L'homme d'octobre, face à Stewart Granger en épouse malheureuse dans Sarabande de Basil Dearden, incarnant Lady Caroline Lamb, Gwendolen Fairfax dans Il importe d'être Constant d'Anthony Asquith et la lascive Lady Bellaston dans Tom Jones : entre l'alcôve et la potence de Tony Richardson. L'actrice travaille également avec Fritz Lang sur Les Contrebandiers de Moonfleet (retrouvant Granger), les Américains Sidney Lumet et Paul Morrissey, les Français René Clément et Jean Boyer
Très active à la télévision à partir de 1954 (adaptations littéraires dans un premier temps puis Destination Danger, Bizarre, bizarre, Dawn French et Jennifer Saunders), ses apparitions au cinéma se font discrètes : elle passe d'une adaptation de Jules Verne à Sherlock Holmes, du film d'aventures exotiques au film d'horreur et à la science-fiction (chez Roger Vadim). Elle filme un épisode de Miss Marple en 1987.
Si elle n'est pas très populaire en France malgré Garou-Garou, le passe-muraille de Jean Boyer, Joan Greenwood est une star en Grande-Bretagne. Jean Simmons, qui est la jeune première la plus adulée du cinéma britannique durant les années 1950 (avant d'aller grossir les rangs du star system hollywoodien), a formulé toute l'admiration qu'elle lui voue lors d'une émission de Frédéric Mitterrand. Joan Greenwood est décédée des suites d'une bronchite aiguë et d'asthme chez elle à Londres.

## Filmographie
(août 2023).

### Cinéma
- 1941 : My Wife's Family de Walter C. Mycroft (en) : Irma Bagshott
- 1941 : He Found a Star de John Paddy Carstairs : Babe Cavour
- 1943 : Femmes en mission (The Gentle Sex) de Leslie Howard : Betty Miller
- 1946 : Latin Quarter de Vernon Sewell : Christine Minetti
- 1946 : They Knew Mr. Knight de  Norman Walker: Ruth Blake
- 1946 : A Girl in a Million de Francis Searle : Gay Sultzman
- 1947 : The October Man de Roy Ward Baker : Jenny Carden
- 1947 : The Man Within de Bernard Knowles d'après Graham Greene avec Michael Redgrave, Jean Kent : Elizabeth
- 1947 : The White Unicorn de Bernard Knowles avec Margaret Lockwood, Ian Hunter, Dennis Price : Lottie Smith
- 1948 : Saraband for Dead Lovers de Basil Dearden avec Stewart Granger, Flora Robson, Françoise Rosay, Anthony Quayle : Sophie Dorothea
- 1949 : The Bad Lord Byron avec Dennis Price, Mai Zetterling : Lady Caroline Lamb
- 1949 : Noblesse oblige (Kind Hearts and Coronets), de Robert Hamer : Sibella
- 1949 : Whisky Galore! d'Alexander Mackendrick : Peggy Macroon
- 1951 : Flesh & Blood d'Anthony Kimmins avec Richard Todd, Glynis Johns : Wilhelmina Cameron
- 1951 : L'Homme au complet blanc (The Man in the White Suit) d'Alexander Mackendrick : Daphne Birnley, la fille d'Alan
- 1951 : Garou-Garou, le passe-muraille de Jean Boyer : Susan
- 1951 : Histoire de jeunes femmes (Young Wives' Tale) d'Henry Cass : Sabina Pennant
- 1952 : Il importe d'être Constant (The Importance of Being Earnest) d'Anthony Asquith d'après Oscar Wilde : Gwendolen Fairfax
- 1953 : Monsieur Ripois de René Clément : Norah
- 1954 : Détective du bon Dieu (Father Brown) de Robert Hamer d'après G. K. Chesterton avec Alec Guinness, Peter Finch, Cecil Parker, Bernard Lee : Lady Warren
- 1955 : Les Contrebandiers de Moonfleet (Moonfleet) : de Fritz Lang : Lady Ashwood
- 1958 : Les Feux du théâtre (Stage Struck) de Sidney Lumet avec Henry Fonda, Susan Strasberg, Herbert Marshall, Christopher Plummer : Rita Vernon
- 1959 : Hest på sommerferie d'Astrid Henning-Jensen (voix)
- 1961 : L'Île mystérieuse (Mysterious Island) : Lady Mary Fairchild
- 1962 : The Amorous Prawn d'Anthony Kimmins avec Ian Carmichael, Cecil Parker, Dennis Price : Lady Dodo Fitzadam
- 1963 : Tom Jones: de l'alcôve à la potence (Tom Jones) de Tony Richardson : Lady Bellaston
- 1964 : La Baie aux émeraudes (The Moon-Spinners) de James Neilson : Tante Frances Ferris
- 1968 : Barbarella de Roger Vadim : The Great Tyrant (voix)
- 1971 : Girl Stroke Boy de Bob Kellett : Lettice Mason
- 1977 : The Cats Killers (The Uncanny) de Denis Héroux avec Peter Cushing, Samantha Eggar, Ray Milland, Donald Pleasence, Alexandra Stewart, John Vernon : Miss Malkin
- 1978 : Les Enfants de la rivière (The Water Babies) de Lionel Jeffries : Lady Harriet
- 1978 : The Hound of the Baskervilles de Paul Morrissey : Beryl Stapleton
- 1988 : La Petite Dorrit (Little Dorrit) avec Derek Jacobi, Alec Guinness : Mrs. Clennam

### Télévision
- 1939 : Little Ladyship avec Lilli Palmer et Cecil Parker (téléfilm) : élève de l'école Tadworthy House
- 1954 : The Philco Television Playhouse épisode "The King and Mrs. Candle" d'Arthur Penn (téléfilm)
- 1956 : Man and Superman de George Schaefer d'après George Bernard Shaw avec Maurice Evans (téléfilm)
- 1956 : Armchair Theatre épisode "Tears in the Wind" d'après André Gide (téléfilm)
- 1957 : Armchair Theatre épisode "Ann Veronica" d’après H.G. Wells (téléfilm)
- 1958 : Target  épisode "Turmoil" avec Adolphe Menjou (téléfilm)
- 1959 : After Hours épisode coécrit par Richard Lester (téléfilm)
- 1966 : Destination Danger épisode "The Paper Chase" de et avec Patrick McGoohan (téléfilm)
- 1968 : The Jazz Age épisode "Winner Take All" de John Mackenzie d'après Evelyn Waugh (téléfilm)
- 1979 : Love Among the Artists épisodes "Successes and Surrenders" et "Dilemmas and Decisions" d'après George Bernard Shaw (feuilleton TV) : Lady Geraldine Porter
- 1979 : The Flame Is Love de Michael O'Herlihy d'après Barbara Cartland avec Linda Purl, Timothy Dalton, Richard Johnson (téléfilm) : Duchesse de Grantham
- 1981 : Bizarre, bizarre épisode "Bosom Friends"  (téléfilm)
- 1981 : Play for Today épisode "Country" de Richard Eyre avec Jill Bennett, James Fox, Wendy Hiller, Leo McKern (téléfilm)
- 1983 : Wagner avec Richard Burton, Laurence Olivier, Vanessa Redgrave, John Gielgud, Ralph Richardson, Marthe Keller, Gabriel Byrne (feuilleton TV) : Frau Dangl
- 1984 : Strangers and Brothers (téléfilm) : Lady Boscastle
- 1984 : Ellis Island, les portes de l'espoir ("Ellis Island") (feuilleton TV) : Madame Levitska
- 1985 : Past Caring de Richard Eyre avec Denholm Elliott, Emlyn Williams (téléfilm) : Stella
- 1985 : Girls on Top avec Dawn French et Jennifer Saunders (série télévisée) : Lady Chloe Carlton
- 1987 : "Great Performances épisode "Melba" avec Hugo Weaving, Jean-Pierre Aumont (feuilleton TV) : Madame Mathilde Marchesi
- 1987 : Agatha Christie's Miss Marple épisode "At Bertram's Hotel" (téléfilm) : Lady Selina Hazy